# 紐因頓 (喬治亞州)
紐因頓（英語：Newington）是一個位於美國喬治亞州斯克里文縣的城鎮。

## 地理
紐因頓的座標為32°35′21″N 81°30′16″W / 32.58917°N 81.50444°W，而該地的平均海拔高度為43米（即141英尺）。

## 人口
根據2010年美國人口普查的數據，紐因頓的面積為2.10平方千米，當中陸地面積為2.10平方千米，而水域面積為0.00平方千米。當地共有人口274人，而人口密度為每平方千米130人。